# Alaa Meskini
Pour les articles homonymes, voir Meskini.
Alaa Meskini, né le 29 octobre 1982 à Rabat, est un footballeur marocain. Il évolue au poste de gardien de but au KAC Marrakech.